# Staden (Florstadt)
Staden ist ein Stadtteil von Florstadt im hessischen Wetteraukreis.

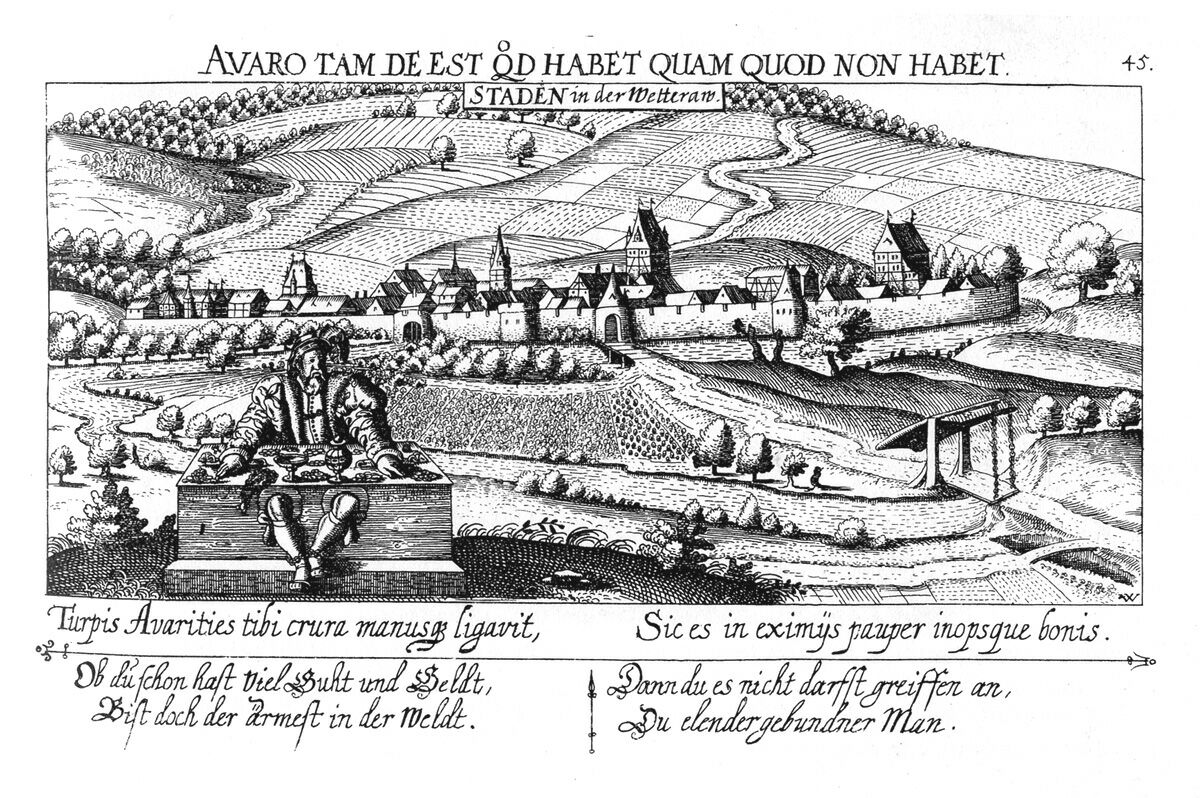
Staden in der Wetteraw aus Daniel Meisner, Eberhard Kieser: Thesaurus Philopoliticus oder Politisches Schatzkästlein Bd. 2 (1627), Ansicht von Westen

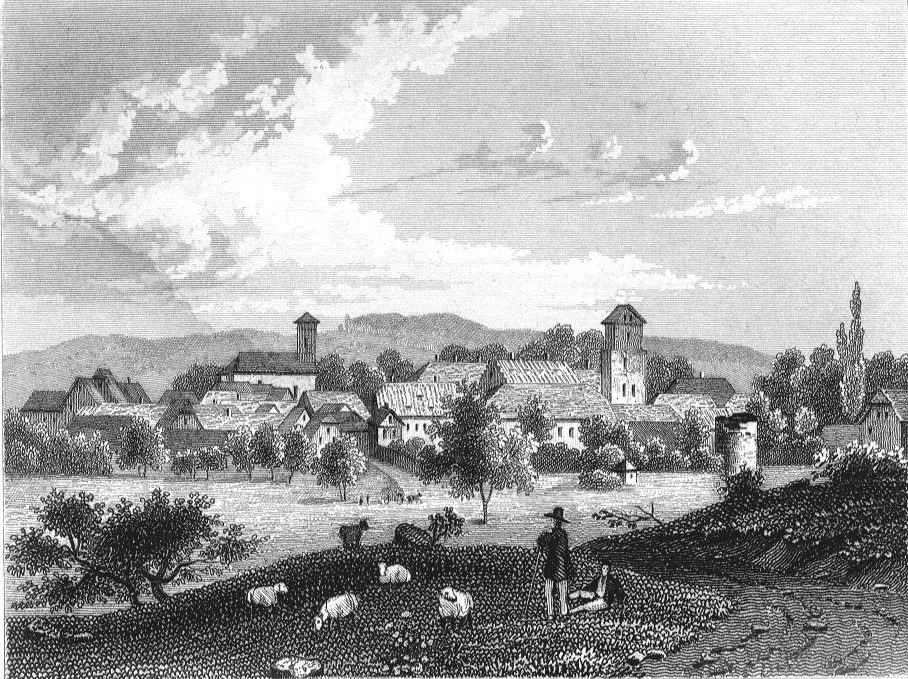
Staden 1849

## Geografische Lage
Nachbarorte von Staden sind Leidhecken (nordwestlich), Nieder-Mockstadt (östlich), Stammheim (südlich) und Ober-Florstadt (westlich). Am nordwestlichen Ortsrand fließt die Nidda vorbei.

## Geschichte

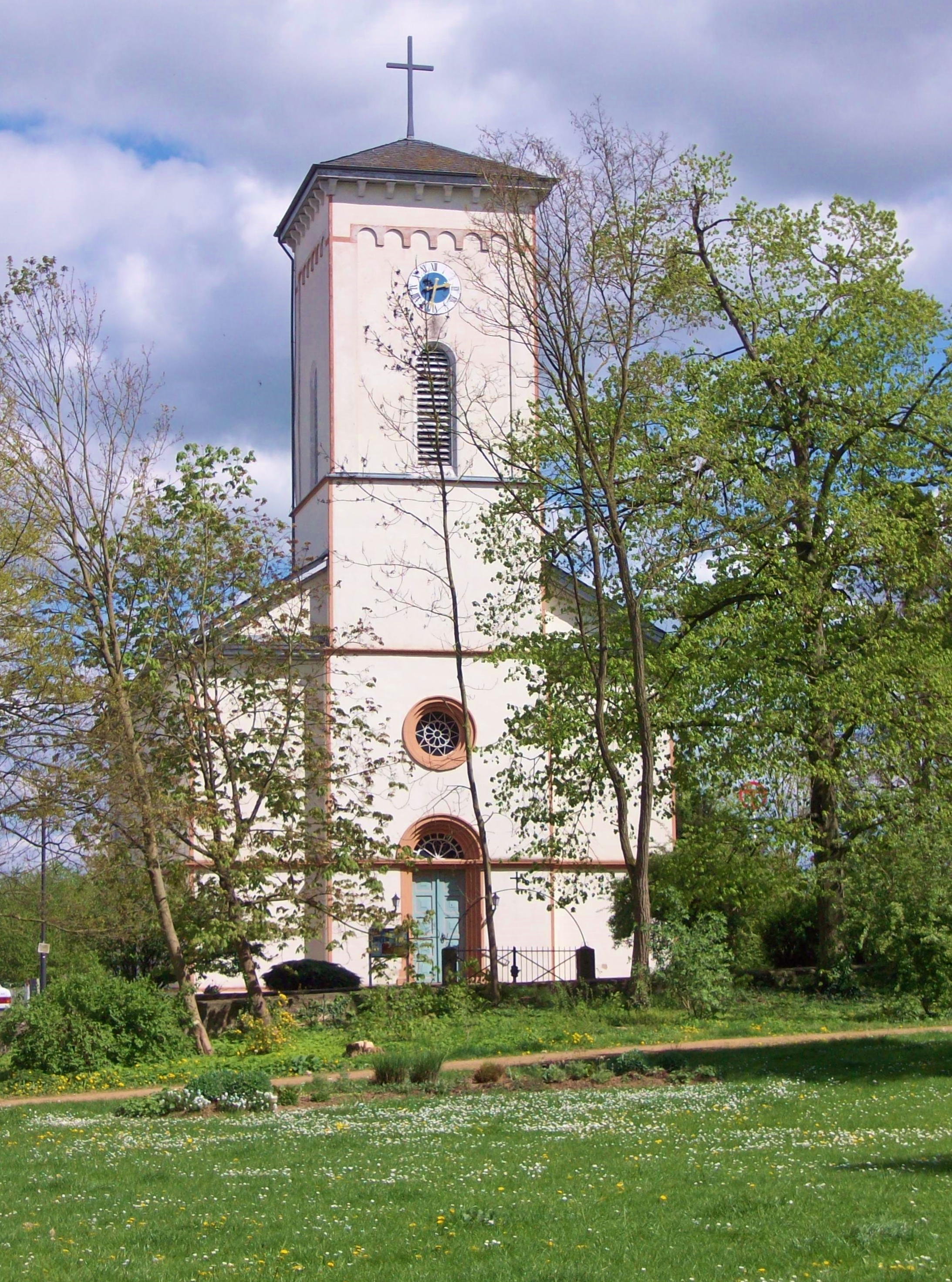
Evangelische Kirche

### Ortsgeschichte
Durch Staden verläuft etwa in Nord-Süd-Richtung der Obergermanisch-Raetische Limes, der aber hier nicht sichtbar ist. Im südlichen Neubaugebiet im Bereich der Römerstraße/Am Römerkastell befand sich das Kleinkastell Staden.
Staden wurde 1156 erstmals erwähnt, als dort die Burg Staden erbaut wurde. 1304 erhielt das Dorf die Stadtrechte. Es war Bestandteil der Ganerbschaft Staden. 1822 kam der Ort zum Landratsbezirk Büdingen, 1852 zum Kreis Friedberg. Im Zuge der Gebietsreform in Hessen wurde die bis dahin selbständige Gemeinde Staden zum 31. Dezember 1971 auf freiwilliger Basis in die Gemeinde Florstadt eingemeindet. Im Jahr 1991 ereignete sich im Ort ein aufsehenerregender Kriminalfall, der als Vierfachmord von Staden bekannt wurde. Das Dorf ist heute Teil von Florstadt, das 2007 die Stadtrechte erhielt. Für Staden wurde ein Ortsbezirk errichtet.

### Verwaltungsgeschichte im Überblick
Die folgende Liste zeigt die Staaten und Verwaltungseinheiten, denen Staden angehört(e):
- vor 1806: Heiliges Römisches Reich, Ganerbschaft Staden (Anteile hatten: Reichsburg Friedberg (13/57), Graf zu Isenburg-Büdingen (12/57) und Freiherr Löw von und zu Steinfurth (32/57))
- ab 1806: Großherzogtum Hessen (Souveränitätslande),[Anm. 2] Fürstentum Oberhessen, Ganerbschaft Staden
- ab 1815: Großherzogtum Hessen (Souveränitätslande), Provinz Oberhessen, Ganerbschaft Staden
- ab 1822: Großherzogtum Hessen, Provinz Oberhessen, Landratsbezirk Büdingen[Anm. 3]
- ab 1848: Großherzogtum Hessen, Regierungsbezirk Nidda
- ab 1852: Großherzogtum Hessen, Provinz Oberhessen, Kreis Friedberg
- ab 1867: Norddeutscher Bund,[Anm. 4] Großherzogtum Hessen, Provinz Oberhessen, Kreis Friedberg
- ab 1871: Deutsches Reich, Großherzogtum Hessen, Provinz Oberhessen, Kreis Friedberg
- ab 1918: Deutsches Reich (Weimarer Republik), Volksstaat Hessen, Provinz Oberhessen, Kreis Friedberg
- ab 1938: Deutsches Reich, Volksstaat Hessen, Landkreis Friedberg[9][Anm. 5]
- ab 1945: Amerikanische Besatzungszone,[Anm. 6] Groß-Hessen, Regierungsbezirk Darmstadt, Landkreis Friedberg
- ab 1946: Amerikanische Besatzungszone, Land Hessen, Regierungsbezirk Darmstadt, Landkreis Friedberg
- ab 1949: Bundesrepublik Deutschland, Land Hessen, Regierungsbezirk Darmstadt, Landkreis Friedberg
- ab 1972: Bundesrepublik Deutschland, Land Hessen, Regierungsbezirk Darmstadt, Wetteraukreis, Gemeinde Florstadt[Anm. 7]
- ab 2007; Bundesrepublik Deutschland, Land Hessen, Regierungsbezirk Darmstadt, Wetteraukreis, Stadt Florstadt

## Bevölkerung
Einwohnerstruktur 2011
Nach den Erhebungen des Zensus 2011 lebten am Stichtag dem 9. Mai 2011 in Staden 810 Einwohner. Darunter waren 36 (4,4 %) Ausländer. Nach dem Lebensalter waren 126 Einwohner unter 18 Jahren, 366 zwischen 18 und 49, 174 zwischen 50 und 64 und 144 Einwohner waren älter. Die Einwohner lebten in 342 Haushalten. Davon waren 108 Singlehaushalte, 99 Paare ohne Kinder und 102 Paare mit Kindern, sowie 27 Alleinerziehende und 6 Wohngemeinschaften. In 60 Haushalten lebten ausschließlich Senioren und in 240 Haushaltungen lebten keine Senioren.
Einwohnerentwicklung
| Staden: Einwohnerzahlen von 1834 bis 2022 | Staden: Einwohnerzahlen von 1834 bis 2022 | Staden: Einwohnerzahlen von 1834 bis 2022 | Staden: Einwohnerzahlen von 1834 bis 2022 | Staden: Einwohnerzahlen von 1834 bis 2022 |
| --- | ----------------------------------------- | ----------------------------------------- | ----------------------------------------- | ----------------------------------------- |
| Jahr |                                           |                                           |                                           | Einwohner                                 |
| 1834 | 1834                                      |                                           | 575                                       | 575                                       |
| 1840 | 1840                                      |                                           | 566                                       | 566                                       |
| 1846 | 1846                                      |                                           | 593                                       | 593                                       |
| 1852 | 1852                                      |                                           | 555                                       | 555                                       |
| 1858 | 1858                                      |                                           | 416                                       | 416                                       |
| 1864 | 1864                                      |                                           | 401                                       | 401                                       |
| 1871 | 1871                                      |                                           | 380                                       | 380                                       |
| 1875 | 1875                                      |                                           | 387                                       | 387                                       |
| 1885 | 1885                                      |                                           | 376                                       | 376                                       |
| 1895 | 1895                                      |                                           | 382                                       | 382                                       |
| 1905 | 1905                                      |                                           | 403                                       | 403                                       |
| 1910 | 1910                                      |                                           | 376                                       | 376                                       |
| 1925 | 1925                                      |                                           | 425                                       | 425                                       |
| 1939 | 1939                                      |                                           | 442                                       | 442                                       |
| 1946 | 1946                                      |                                           | 626                                       | 626                                       |
| 1950 | 1950                                      |                                           | 626                                       | 626                                       |
| 1956 | 1956                                      |                                           | 592                                       | 592                                       |
| 1961 | 1961                                      |                                           | 597                                       | 597                                       |
| 1967 | 1967                                      |                                           | 596                                       | 596                                       |
| 1970 | 1970                                      |                                           | 652                                       | 652                                       |
| 1980 | 1980                                      |                                           | ?                                         | ?                                         |
| 1990 | 1990                                      |                                           | ?                                         | ?                                         |
| 2000 | 2000                                      |                                           | ?                                         | ?                                         |
| 2011 | 2011                                      |                                           | 810                                       | 810                                       |
| 2015 | 2015                                      |                                           | 817                                       | 817                                       |
| 2022 | 2022                                      |                                           | 784                                       | 784                                       |
| Datenquelle: Historisches Gemeindeverzeichnis für Hessen: Die Bevölkerung der Gemeinden 1834 bis 1967. Wiesbaden: Hessisches Statistisches Landesamt, 1968. Weitere Quellen: LAGIS; Gemeinde Florstadt; Zensus 2011; 2022 |                                           |                                           |                                           |                                           |

Historische Religionszugehörigkeit
| • 1961: | 537 evangelische (= 89,95 %), 55 katholische (= 9,21 %) Einwohner |

## Politik
Für Staden besteht ein Ortsbezirk (Gebiete der ehemaligen Gemeinde Staden) mit Ortsbeirat und Ortsvorsteher nach der Hessischen Gemeindeordnung.
Der Ortsbeirat besteht aus fünf Mitgliedern. Bei den Kommunalwahlen in Hessen 2021 betrug die Wahlbeteiligung 49,31 %. dabei wurden gewählt: drei Mitglieder der SPD und zwei Mitglieder der CDU. Der Ortsbeirat wählte Claus Peter Opper (SPD) zum Ortsvorsteher.

## Sehenswürdigkeiten
Siehe auch: Liste der Kulturdenkmäler in Staden

### Seufzerbrücke
Staden wird im Volksmund auch „Klein Venedig“ genannt. Im Ort gibt es viele Brücken über den Mühlbach und die Nidda. Die bekannteste von ihnen ist die Seufzerbrücke. Im Jahre 1684 auf Holzpfählen über dem Mühlbach erbaut, gingen die Verurteilten über diese Brücke zum Hinrichtungsplatz. 1991 wurde sie saniert.

### Löwsches Schloss
Das Löwsche Schloss wurde 1746 von Johann Friedrich Ferdinand von Löw erbaut. Der angelegte Herrengarten existiert heute nur noch zum Teil. Im Schloss befindet sich heute das Bürgerhaus der Stadt Staden.

### Sauerborn
Im Herrengarten befindet sich der Sauerborn, ein Brunnen mit extrem saurem, aber trinkbarem Quellwasser.

### Burg Staden
Auf einer Flussinsel zwischen der Nidda und dem Mühlbach befinden sich die Reste der Burg Staden mit dem erhaltenen Torturm und dem Schloss Ysenburg.

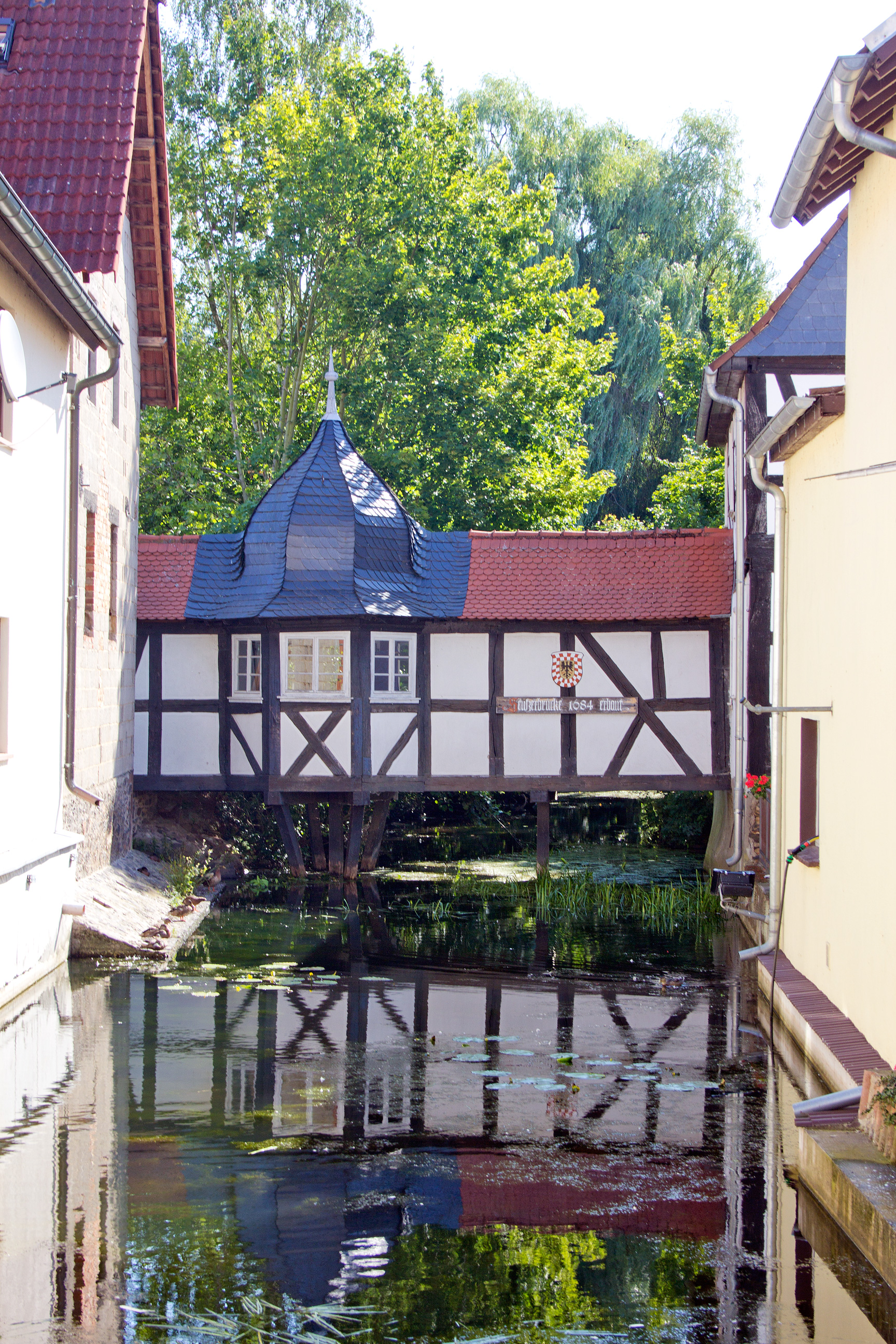
Seufzerbrücke
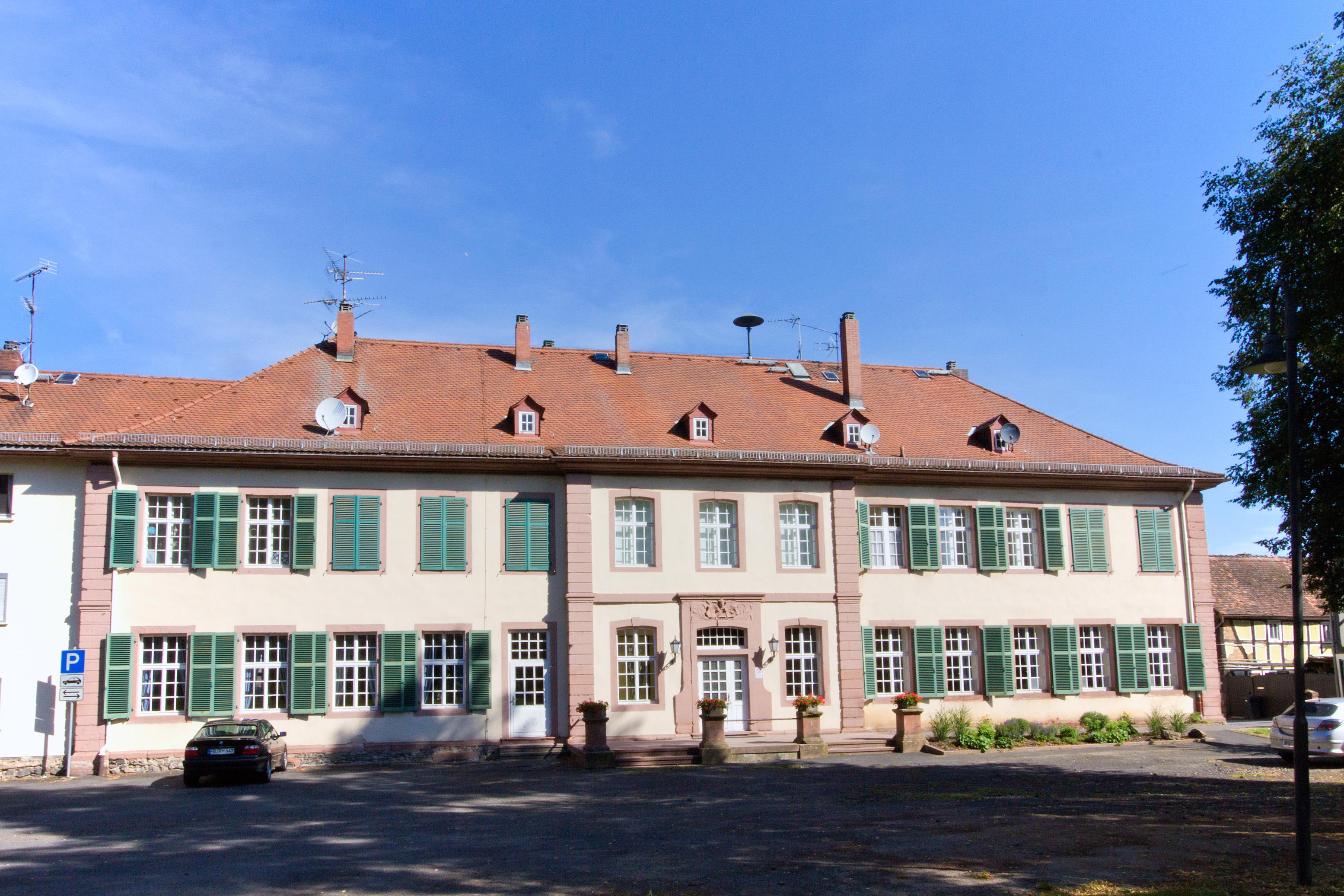
Löwsches Schloss
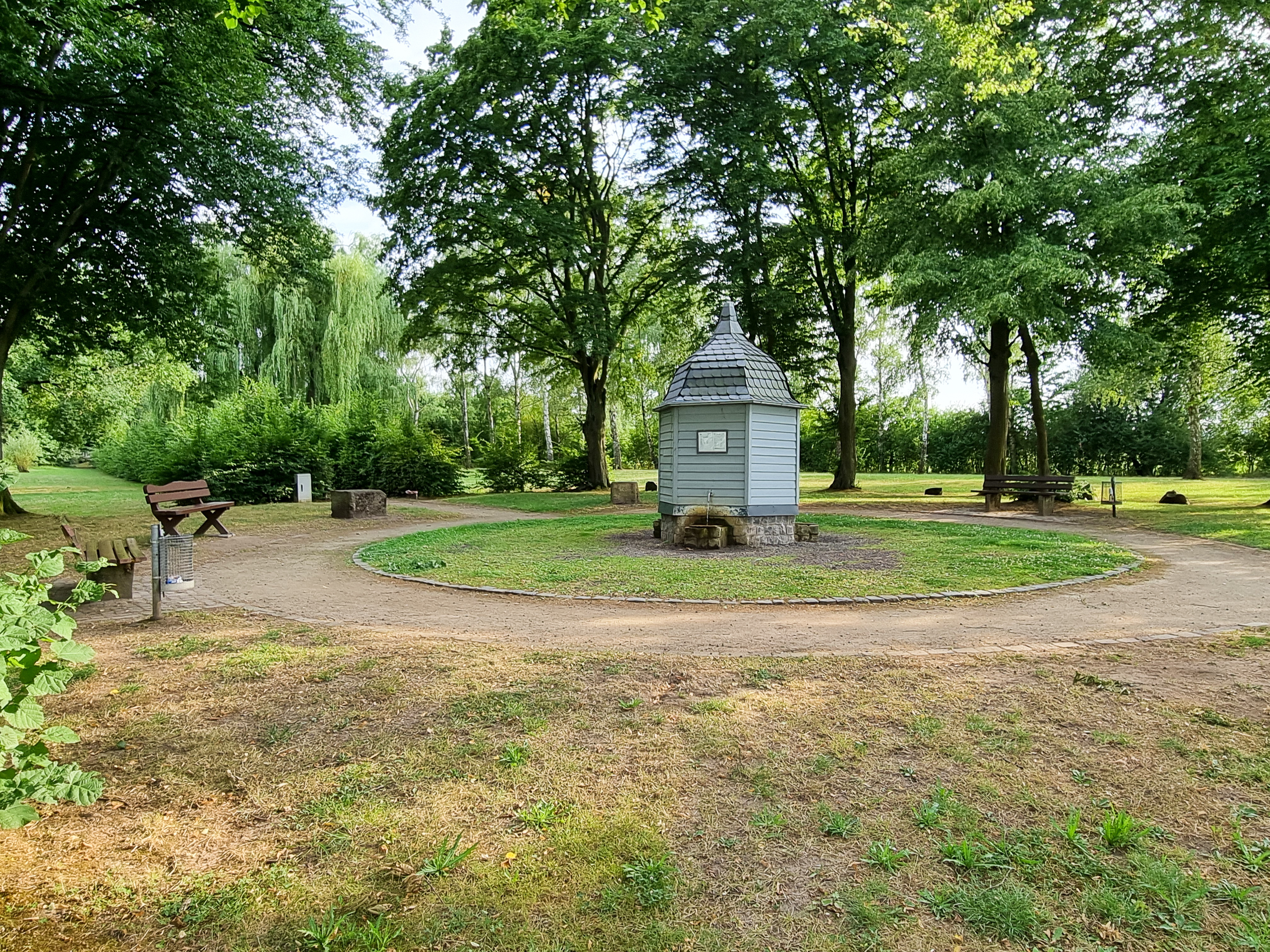
Sauerborn im Herrengarten
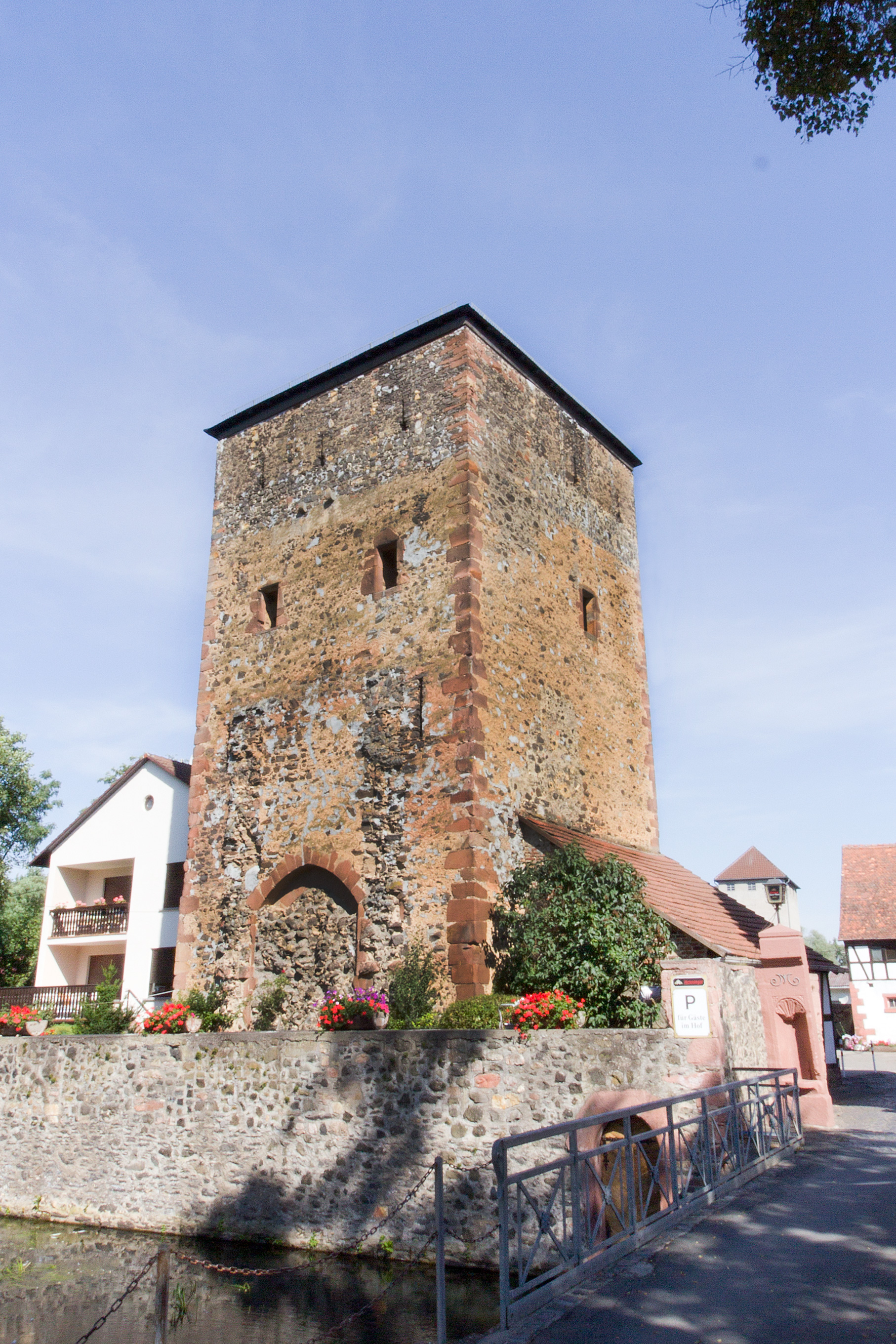
Torturm der Burg
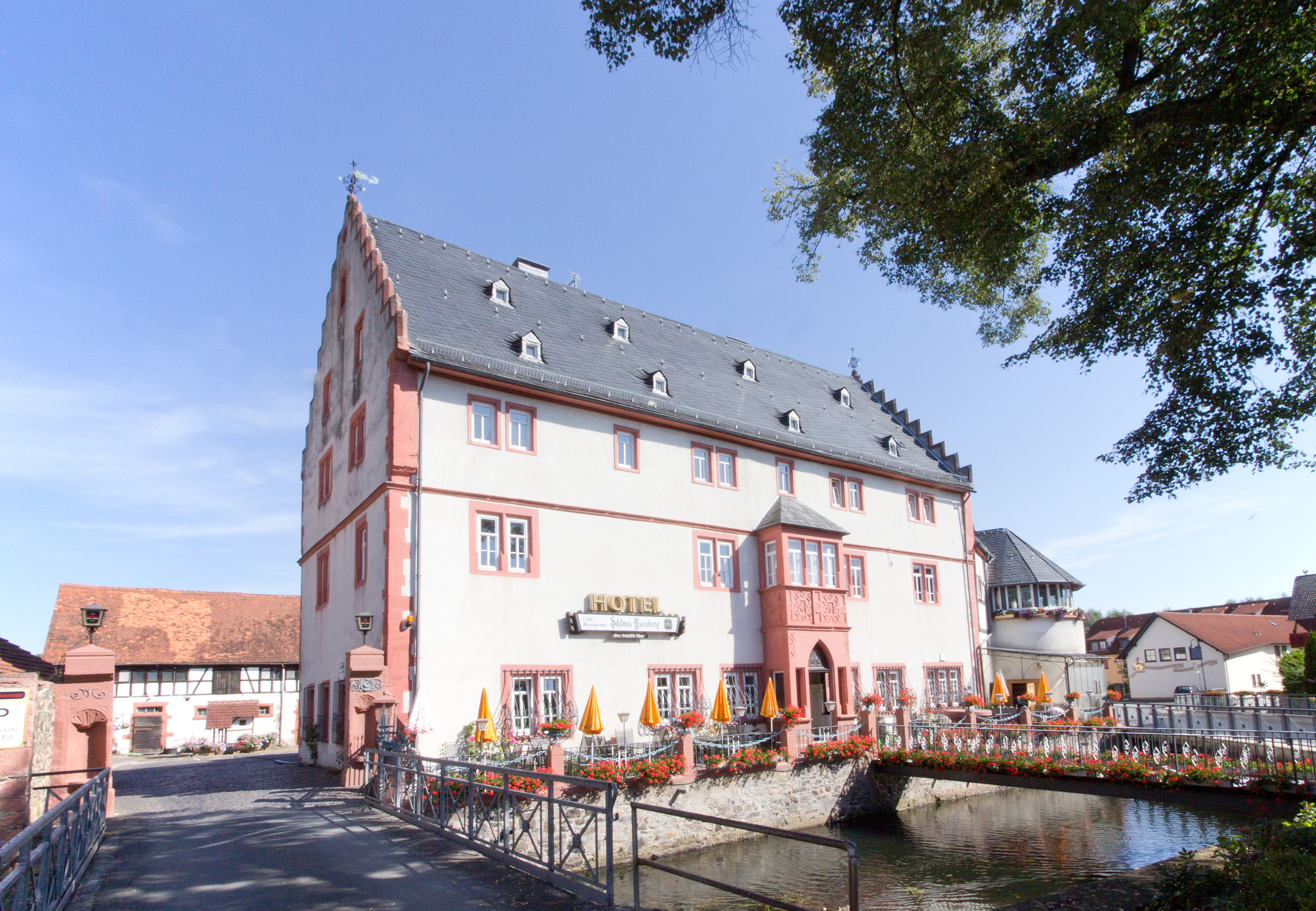
Das Ysenburg'sche Schloss auf dem Burggelände

## Infrastruktur

### Verkehr
Staden liegt an der Bundesstraße 275 und der Landesstraße 3188. Über die B 275 ist die nächste Anschlussstelle der Bundesautobahn 45 einen Kilometer entfernt.
Den öffentlichen Personennahverkehr mit Bussen stellt die Verkehrsgesellschaft Oberhessen GmbH im Rahmen des Rhein-Main-Verkehrsverbundes sicher.

### Radfernwege
Der Deutsche Limes-Radweg führt durch den Ort. Dieser folgt dem Obergermanisch-Raetischen Limes über 818 km von Bad Hönningen am Rhein nach Regensburg an der Donau. Er kreuzt hier den Hessischen Radfernweg R4/Niddaradweg.

### Öffentliche Einrichtungen
- Städtische Kindertagesstätte „Mikäsch“.
- Bürgerhaus Staden.
- Freiwillige Feuerwehr Staden.
- SV Teutonia Staden